# 아프가니스탄 이슬람 통일당
아프가니스탄 이슬람 통일당(페르시아어: حزب وحدت اسلامی افغانستان) 또는 히즈베 와흐닷(페르시아어: حزب وحدت)은 아프가니스탄의 이슬람주의 정당으로 하자라족을 중심으로 하고 있다.
1980년대 소련-아프가니스탄 전쟁에서 있었던 아프가니스탄의 반(反)소련 저항 운동의 격동기에 뿌리를 두고 있으며 9개의 별개 이데올로기 단체를 하나로 통합하여 세워졌다. 1990년대 초반의 아프가니스탄 전쟁 기간 동안에는 카불과 다른 일부 지역의 주요 군벌 중 하나로 부상했다. 정치적 이슬람주의는 대부분의 핵심 지도자들의 이데올로기였지만 당은 하자라 소수 민족 지원 기지로 점차 기울어져, 하자라족 공동체의 정치적 요구와 열망의 핵심 수단이되었다. 그러나 2009년까지는 계속 분열되어서 히즈베 와흐닷의 이름과 유산에 대한 소유권을 주장하는 4개의 경쟁 조직으로 분열되어 있었다.

## 같이 보기
- 이슬람 민주주의 정당 목록
- 아프가니스탄 인민이슬람 통일당